# Louise (film, 1939)
Pour les articles homonymes, voir Louise.
Pour plus de détails, voir Fiche technique et Distribution.
Louise est un film français réalisé par Abel Gance, sorti en 1939.
Il s'agit d'une adaptation de l'opéra Louise de Gustave Charpentier.

## Synopsis
Éprise d'un musicien, une petite ouvrière passe outre l'interdit de ses parents pour partager la vie de l'homme qu'elle aime.

## Fiche technique
- Titre original : Louise
- Réalisation : Abel Gance
- Scénario : Roland Dorgelès, d'après l'opéra (roman musical[2]) de Gustave Charpentier
- Dialogues, adaptation : Abel Gance, Steve Passeur
- Décors : Henri Mahé, Georges Wakhévitch
- Photographie : Curt Courant
- Montage : Leonide Azar
- Son : Paul Duvergé
- Musique : Gustave Charpentier
- Production : Société Parisienne de Production de Films (SPPF)
- Pays d'origine :  France
- Format :  Noir et blanc - 1,37:1 - 35 mm - son mono
- Genre : Drame / musical[3]
- Durée : 86 minutes
- Date de sortie : 
  - France : 24 août 1939, nouvelle sortie le 1er janvier 1941
  - Portugal : 9 mai 1939
  - États-Unis : 2 février 1940

## Distribution
- Grace Moore : Louise, une petite ouvrière amoureuse de son voisin compositeur
- Georges Thill : Julien, un compositeur montmartrois amoureux de Louise
- André Pernet : le père intolérant de Louise
- Suzanne Desprès : la mère intolérante de Louise
- Robert Le Vigan : Gaston, un peintre ami de Julien
- Ginette Leclerc : Lucienne
- Edmond Beauchamp : le philosophe
- Jacqueline Gauthier : Alphonsine, l'amie de Louise
- Pauline Carton : la première
- Roger Blin : un rapin
- Félix Clément : Casimir
- Georges Douking : un peintre
- Simone Gauthier : une cousette
- Yette Lucas : la gardienne
- Roger Lécuyer : L'amant de la femme adultère
- Albert Malbert : un charpentier
- Jacqueline Prévost : Une cousette
- Marcel Pérès : le sculpteur
- Hélène Ray : une cousette
- Yvonne Rozille : Une cliente
- Lucie Vallat : la femme adultère
- Rivers Cadet : le chansonnier
- Claude Bénédict
- Carmen Laporte
- Philippe Janvier
- Mademoiselle Kersaint
- Rolande Forest
- Renée Gardès